# Karen Fonteyne
Karen Fonteyne (Calgary, 29 de janeiro de 1969) é uma nadadora sincronizada canadiana, medalhista olímpica.

## Carreira
Karen Fonteyne representou seu país nos Jogos Olímpicos de 1996, ganhando a medalha de prata em Atlanta 1996, com a equipe canadense.